# Sjarhej Hotsmanov
Sjarhej Hotsmanov (Wit-Russisch: Сяргей Гоцманаў, Russisch: Серге́й Анатольевич Гоцманов) (Minsk, 27 maart 1959) is een voormalig Wit-Russisch voetballer, die in zijn hoogdagen als speler uitkwam voor de Sovjet-Unie. In die tijd werd zijn naam ook steevast in het Russisch geschreven en is hij voornamelijk bekend onder de naam Sergej Gotsmanov.

## Biografie
Gotsmanov begon zijn carrière bij Dinamo Brest en maakte in 1979 de overstap naar Dinamo Minsk, de grootste club van Wit-Rusland. In 1982 werd hij met deze club onder leiding van trainer Edoeard Malofejev landskampioen. In 1990 trok hij naar de Engelse tweedeklasser Brighton & Hove Albion. De club wou hem graag houden, maar kon niet op tegen een bod van Southampton. Hier had hij echter zware concurrentie van Alan Shearer, Matt Le Tissier en Rod Wallace en was hij geen basisspeler. Na een seizoen bij het Duitse Halle keerde hij terug naar zijn grote liefde Dinamo Minsk en later het zusterteam Dinamo-93. Hij sloot zijn carrière af bij het Amerikaanse Minnesota Thunder. In 1983, 1985, 1987 en 1989 werd hij uitgeroepen tot Wit-Russisch voetballer van het jaar.
Hij maakte zijn debuut als international in mei 1984 tegen Finland. In zijn tweede wedstrijd, toen hij inviel tegen Engeland scoorde hij zijn eerste goal. Op het EK 1988 speelde hij vier wedstrijden, waaronder de halve finale en de finale, die ze verloren van Nederland. Na het uiteenvallen van de Sovjet-Unie speelde hij nog enkele wedstrijden voor Wit-Rusland. Op 28 oktober 1992 scoorde hij tegen Oekraïne het eerste officiële Wit-Russische doelpunt.
Zijn vrouw Olga was gymnaste en was ook Russisch bondscoach. Zijn zonen Sasja en Andrei zijn ook profspelers in de Amerikaanse competitie.